# Journal of Economic Entomology
Journal of Economic Entomology (ISSN 0022-0493) — американский энтомологический журнал для публикации научных исследований, посвященных практическому значению насекомых, включая ветеринарную, лесную, сельскохозяйственную и медицинскую энтомологии, экотоксикологию и устойчивость к инсектицидам.

## История
Журнал основан в 1908 году. Выпускается Энтомологическим обществом Америки. В 2010 году вышел 103-й том.
По уровню цитирования (Импакт-фактор, Science Citation Index)  входит в десятку самых значимых журналов в мире в категории энтомология.
Главный редактор: John T. Trumble (University of California, Department of Entomology, Riverside, CA 92521-0001)

## ISSN
- ISSN 0022-0493
- Online ISSN: 0022-0493 [6]